# Xã Deer Park, Quận LaSalle, Illinois
Xã Deer Park (tiếng Anh: Deer Park Township) là một xã thuộc quận LaSalle, tiểu bang Illinois, Hoa Kỳ. Năm 2010, dân số của xã này là 492 người.